# Airone (araldica)
In araldica l'airone, uccello prudente e timido che sta sulle rive dei fiumi e fugge l'uomo, è molto raro. Unito alla cornacchia è simbolo di lega contro un nemico perché nell'opinione comune, che si basa anche su quanto scritto da Aristotele e Plinio, si ritiene che si uniscano per lottare contro la volpe.
L'airone si può riconoscere dalla presenza di un ciuffo di penne che sporge dalla parte posteriore della testa.
Talvolta è rappresentato privo di becco e di piedi, come il merlotto o l'anatrella, e ne ha lo stesso significato.

Testa d'airone fiammata e serpeggiante in punta (stemma di Naz-Sciaves)
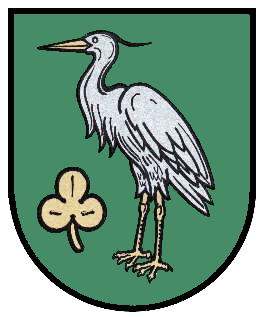
Di verde, all'airone d'argento, imbeccato d'oro (vecchio stemma di Kührstedt, Germania)
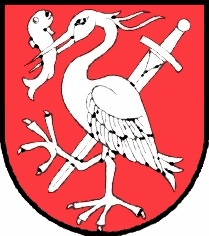
Airone d'argento (Großhart, Austria)
Airone al naturale (Nerva, Spagna)
Airone d'argento, volante in banda, le ali in sbarra (Ardea)